# 快盗ルビイ (曲)
「快盗ルビイ」（かいとうルビイ）は、小泉今日子の26枚目のシングル。1988年10月26日にビクター音楽産業からリリースされた。表題曲は小泉自身が主演した映画『快盗ルビイ』の主題歌。

## 概要
「快盗ルビイ」は同作の監督・脚本を務めた和田誠が作詞している。ただし、映画本編で使用されたものは八木正生によって編曲されたバージョンであり、シングルとは編曲が異なる。
2002年のアルバム『KYON3 〜KOIZUMI THE GREAT 51』には、「小泉今日子&大瀧詠一デュエット・ヴァージョン」が収録されている。
B面「たとえばフォーエバー」は同作の挿入歌で、映画で共演した真田広之とのデュエット。
本曲は『第39回NHK紅白歌合戦』にて披露された。
レコードと8センチCDとシングルカセットがリリースされた。1991年11月にも8cmCDがリリース（カップリングは「キスを止めないで」）。

## カバー
ベルウッド・レコード時代に大瀧と関係があったあがた森魚がカバー（編曲：白井良明。1995年のアルバム『24時の惑星』に収録）。
大瀧によるセルフカバーが『DEBUT AGAIN』に収録されている。

## 収録曲
全作詞：和田誠

### 快盗ルビイ
1. 快盗ルビイ（4分7秒）
作曲・編曲：大瀧詠一／Strings, Horn Arrange：服部克久
2. たとえばフォーエバー（3分19秒）
作曲：和田誠／編曲：八木正生
  - 歌：小泉今日子・真田広之

### 快盗ルビイ／キスを止めないで
1. 快盗ルビイ
2. キスを止めないで
3. 快盗ルビイ（カラオケ）
4. キスを止めないで（カラオケ）